# 豊後電気鉄道
豊後電気鉄道株式会社（豊後電氣鐵道株式會社、ぶんごでんきてつどうかぶしきがいしゃ）は、明治末期から大正にかけて大分県に存在した軌道事業者である。別府と大分を結ぶ電気鉄道を経営した。
前身の豊州電気鉄道株式会社（ほうしゅうでんきてつどう）は1900年（明治33年）に開業。同社が破綻したことから1906年（明治39年）に豊後電気鉄道が鉄道事業と沿線での電気供給事業を引き継いだ。同社が存在したのは10年間で、1916年（大正5年）に九州水力電気へと合併された。
豊後電気鉄道が経営していた軌道路線は1927年（昭和2年）に別府大分電鉄へと移管され、さらに1945年（昭和20年）の大分交通発足で同社の「別大線」となったが、1972年（昭和47年）に廃止され現存しない。一方電力会社としては九州電力送配電管内に存在した事業者の一つといえる。

## 沿革

### 豊州電気鉄道の設立と開業

豊州電気鉄道

大分県の別府市（1924年まで速見郡別府町）と大分市（1911年まで大分郡大分町）を結ぶ電気鉄道を敷設する計画は、最初に元大分県一等警部の平塚恰が考案したとされる。平塚は話を愛媛県の実業家菊池行造に持ち込み、馬車鉄道の敷設を別個に計画していた大分郡の秦誠一郎らとともに共同で電気鉄道を敷設することとなった。1894年（明治27年）11月、別府町字南町から大分町字堀川へ至る軌道敷設特許を取得。日清戦争のため会社設立は遅滞するが、戦後の企業ブームで前進し、1896年（明治29年）8月5日、豊州電気鉄道株式会社の設立に至った。初代社長に愛媛の実業家菊池清治が就き、専務に菊池行造が就任した。
設立時の資本金は10万円。しかし設立後に秦が破産して資金不足となったため1898年（明治31年）2月に20万円へ増資している。また社長の菊池清治と専務の菊池行造も相次いで辞任し、発起人の行造は大株主として電車開業を支える立場に回った。同年7月、後任社長には中山東太郎という人物が就任するが、翌1899年（明治32年）8月に他の役員とともに総辞職。9月に神崎岩蔵（福岡県小倉市の人物）が第3代社長となった。
会社設立から4年経った1900年（明治33年）5月10日、別府停留場（別府町字南町）から堀川停留場（大分町字堀川）に至る、全長6マイル56チェーン（約10.78キロメートル）の電気鉄道が開業した。1895年（明治28年）の京都電気鉄道開業以来、日本で5番目、九州では最初の電気鉄道である。電源は別府町に設置した蒸気機関による火力発電所（出力110キロワット）で、車両は電動客車4両・付随客車2両（定員各40人）を動かしていた。別府・大分間の所要時間は約1時間。
その後路線は大分町側で延伸され、1901年（明治34年）11月29日に堀川から荷揚町停留場まで開業、翌1902年（明治35年）4月15日には南新地停留場（後の大分橋）まで延伸した。1902年5月からは貨車2両を導入し、旅客輸送に続いて貨物輸送も開始された。

### 経営不振から解散へ
別府・大分間に電気鉄道を敷設した豊州電気鉄道であったが、開業当初は物珍しさで多数の乗客を集めたものの、開業ブームの終了後は短距離は人力車、長距離は乗合馬車の利用が一般的な時代であったため、馬車と所要時間で大差がないのに料金が割高な鉄道の利用は振るわなかった。また電気に関する知識が普及しておらず、電気で走る電車は危険という誤解も客足が遠のく一因となったという。加えて1901年7月に電車同士の正面衝突事故を起こすなど運行そのものも不安定であった。1902年（明治35年）7月、神崎に代わって後藤喜太郎（大分町の人物）が第4代社長となるが、翌1903年（明治38年）8月には甲斐治平（同じく大分町の人物）に代わった。
鉄道が不振のため、豊州電気鉄道では別府発電所に出力60キロワットの交流発電機1台を増設し、1904年（明治37年）8月から別府町・浜脇町を供給区域として電灯供給事業を開始した。当時すでに大分県では竹田にて竹田水電、西部の日田で日田水電がそれぞれ1900年と1901年に開業し、前年にも北部の中津で火力発電により京都電灯中津支社が開業しており、徐々に電気の利用が普及していた。こうした状況の中で供給事業の兼営を始めた豊州電気鉄道では、1904年時点で323戸に電灯1,273灯を供給したが、経営改善の効果は薄く、同年度の利益金は2千円余り（払込資本金に対し1パーセント）にとどまった。そして翌1905年（明治38年）には欠損を出すに至った。
こうした経営不振により株主間の対立を招いて社内は混乱するようになる。そのような中、1903年3月に豊州電気鉄道の役員を退いていた愛媛県の実業家佐々木長治（西南銀行頭取）を中心として、債権者による会社の破産申請の訴訟が起こされた。当時豊州電気鉄道は負債15万3千円余りの返済が困難になっていたという。佐々木らの訴えは大分地方裁判所により1904年末に認められ、豊州電気鉄道は破産宣告を受けた。その後同社は債権者に財産一切を譲渡して負債を消却するという破綻処理をとることとなり、1906年（明治39年）1月30日の臨時株主総会で会社解散を決議した。

### 豊後電気鉄道による再建

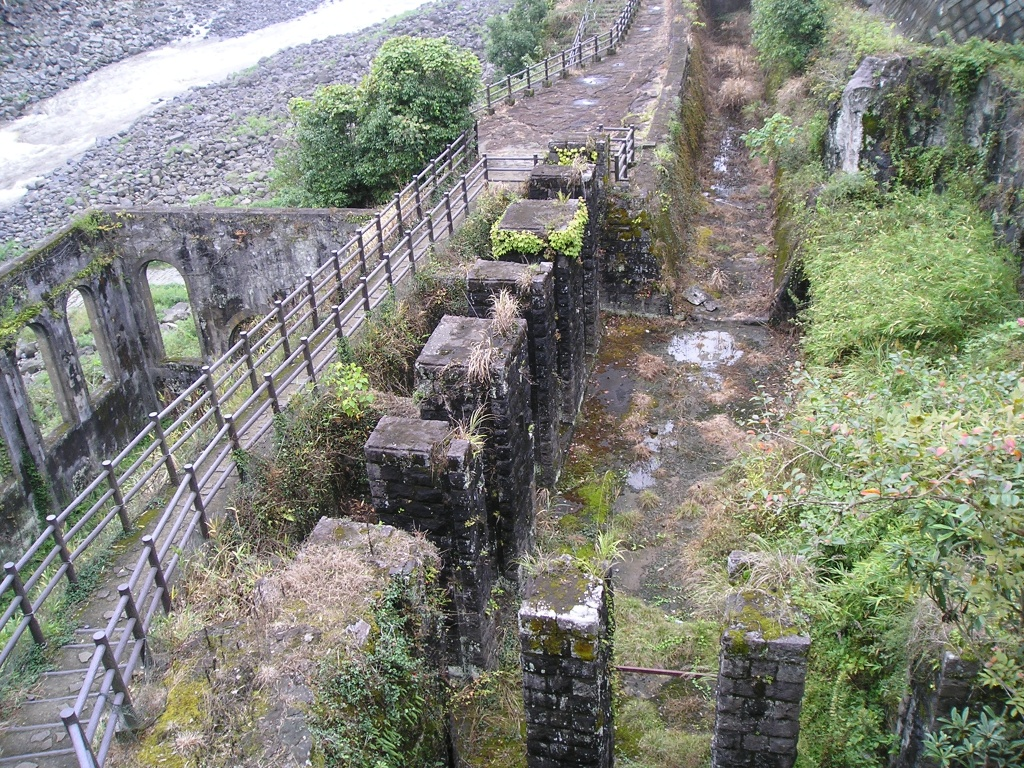
沈堕発電所の遺構（2007年撮影）

1906年1月4日、資本金16万円で「豊後電気鉄道株式会社」設立された。初代社長には豊州電気鉄道の債権者佐々木長治が就任。破綻した豊州電気鉄道から事業一切を引き継ぎ、経営の再建に着手した。
新体制となった豊後電気鉄道では積極経営を展開する。具体的には、鉄道事業では線路の修繕と車両の改修を実施する、供給事業では大分町での電灯供給を開始する、そして石炭価格高騰対策として水力発電を試みる、という3点であった。鉄道事業ではこの時期路線の延伸はなかったが、運転速度の向上に取り組み、乗合馬車よりも所要時間を短縮することに成功する。あわせて電気・電車に関する知識の宣伝や、長洲観音の沿線誘致（仏崎に奉置した）と運賃割引をセットにした集客策などを展開し、利用客の増加に繋げた。その結果1907年（明治40年）10月には電動客車（定員43人）3両と電動貨車を1両増備し輸送力を増強するまでになっている。
1907年5月30日、豊後電気鉄道は24日に発足したばかりの「大分水電株式会社」を合併し資本金を50万円とした。この大分水電は大野川の沈堕（ちんだ）の滝を利用して水力発電所を建設する目的で、長野善五郎（二十三銀行＝現・大分銀行頭取）らにより発起された電力会社である。合併により豊後電気鉄道の社長には大分水電の長野が就任し、前社長の佐々木は副社長となった（その後1914年死去）。
大分水電の合併により大野川水系の水利権を取得した豊後電気鉄道では、技術顧問に芝浦製作所の岸敬二郎を招聘し、1908年（明治41年）に沈堕発電所の建設に着手した。発電所は翌1909年（明治42年）4月、出力500キロワットで完成。その発生電力は大分町までの約44キロメートルを22キロボルト送電線によって送られ、大分町での電灯・電力供給事業に充てられたほか電気鉄道にも利用された。

### 事業の拡大と合併
1910年4月に沈堕発電所の完成とともに大分町で電灯・電力供給を開始したのに続き、同年11月の発電所500キロワット増設によって大分町の周辺や大野郡三重町（現・豊後大野市）などでも供給を開始。その後も相次いで供給区域を拡大するとともに、1913年（大正2年）4月には沈堕発電所をさらに増設して総出力を1,500キロワットとした。供給拡大の結果、電灯数は1910年に1万灯、1913年には2万灯を超え、電力供給も1千馬力を超える水準となっている。1915年（大正4年）には大分川水系にて出力1,600キロワットの幸野発電所も運転を開始した。一方鉄道事業も順調で、1908年10月から1912年5月にかけて計9両の電車を逐次新造し輸送力の増強を続けた。
経営面では、1907年11月に100万円へ増資したのに続き、1915年7月にも増資を行い、資本金を200万円とした。収入面では供給事業収入が著しく伸長しており、豊州電気鉄道時代の1905年度には総収入の2割に過ぎなかった供給事業収入が、1913年度には7割近くとなっている。水力発電によるコスト削減と供給事業の拡大で豊後電気鉄道の経営状態は好転し、1910年から年率12パーセントの配当を行うまでになった。
豊後電気鉄道が供給事業を拡大していたころ、大分県内では大分水力電気という電力会社が設立され（1911年3月設立）、県内の小事業者を次々と統合し、豊後電気鉄道の供給区域を囲むように事業を展開していた。さらに1911年4月には、東京の実業家や日田水電の関係者らによって大分県を流れる筑後川水系などにおける電源開発を目的に九州水力電気（九水）が設立された。九州水力電気は1913年12月に女子畑発電所（出力1万2,000キロワット）を完成させるとともに、豊富な発電力を背景に積極的な事業統合を推進していく。大分県においても1915年3月に日田水電から事業を譲り受けた。
日田水電の統合に続いて九州水力電気は1915年9月、大分水力電気に役員を派遣し経営権を掌握した。こうして大分県において九州水力電気の勢力が拡大したことから、九州水力電気・大分水力電気・豊後電気鉄道の3社合併の機運が高まり、1915年12月25日、九州水力電気は大分水力電気・豊後電気鉄道の合併を株主総会で議決する。翌1916年（大正5年）3月28日に合併が成立し、両社は解散した。合併に伴い社長の長野善五郎は九州水力電気取締役へ転じた。

### 年表
- 1894年（明治27年）
  - 11月30日 - 発起人に対し軌道敷設特許。
- 1896年（明治29年）
  - 8月5日 - 豊州電気鉄道株式会社設立。
- 1900年（明治33年）
  - 5月10日 - 別府停留場から堀川停留場に至る電気鉄道路線開業。
  - 11月16日 - 電気供給事業経営許可[16]。
- 1901年（明治34年）
  - 11月29日 - 路線が堀川から荷揚町停留場まで延伸。
- 1902年（明治35年）
  - 4月15日 - 路線が荷揚町から南新地停留場（後の大分橋）まで延伸。
- 1904年（明治37年）
  - 8月20日 - 電気供給事業開業[16]。供給区域は速見郡別府町・浜脇町[2]。
- 1906年（明治39年）
  - 1月4日 - 豊後電気鉄道株式会社設立。豊州電気鉄道から事業一切を引き継ぐ。
  - 1月30日 - 豊州電気鉄道、株主総会で解散を決議。
- 1907年（明治40年）
  - 5月24日 - 大分水電株式会社設立。
  - 5月30日 - 大分水電と合併。
- 1909年（明治42年）
  - 4月 - 沈堕発電所竣工。大分町で電気供給を開始。
- 1916年（大正5年）
  - 3月28日 - 九州水力電気株式会社と合併。
- 1927年（昭和2年）
  - 6月24日 - 別府大分電鉄株式会社（現・大分交通）設立[17]。
  - 6月30日 - 旧豊後電気鉄道の鉄道路線を別府大分電鉄が九州水力電気から譲り受ける（後の大分交通別大線）[15][17]。

## 電気鉄道

### 停留場一覧
豊後電気鉄道は、別府町と大分市を結ぶ電気鉄道を運転していた。その区間は別府停留場から大分橋停留場（旧・南新地）までの7マイル8チェーン（約11.43キロメートル）で、以下のような停留場が設置されていた。
1913年時点の停留場一覧
別府 - 脇浜 - 東山 - 鎌ヶ崎 - 田ノ浦 - 仏崎 - 白木 - 菡萏（かんたん） - 西大分 - 金谷橋 - 連隊前 - 駄ノ原 - 蓬莱 - 陳列所前 - 堀川 - 茶屋町口 - 荷揚町 - 大分橋

### 車両
1900年の豊州電気鉄道開業時の車両は電動客車4両・付随客車2両（定員各40人）。豊後電気鉄道移管後の1907年10月に電動客車3両が増備され、その後も1908年10月に3両、1909年2月に2両、1911年9月に3両、1912年5月に1両、と増備が続いた。これらの車両は木造の単車で、運転台に窓・扉がないオープンデッキ式車両であった（後に運転台窓を取り付け）。なお鋼製のボギー車が導入されるのは別府大分電鉄時代以降のことである。
客車以外にも貨物輸送用の貨車を保有しており、付随車の有蓋貨車（1910年代前半まで）と無蓋貨車を導入していた。

## 電灯・電力供給
1915年（大正4年）6月末時点における豊後電気鉄道の電灯・電力供給区域は以下の通り。
- 大分市
- 大分郡：
  - 東大分村・日岡村・三佐村・桃園村・滝尾村・東植田村・八幡村（現・大分市）
- 速見郡：
  - 別府町（現・別府市）
- 大野郡：
  - 三重町・百枝村・新田村・牧口村・緒方村・南緒方村・上井田村・東大野村（現・豊後大野市）

各市町村での開業時期は、別府町が1904年（明治37年）8月、大分市が1909年（明治42年）4月、東大分村・日岡村・三佐村・桃園村・滝尾村・八幡村・三重町・牧口村・東大野村が1911年（明治44年）9月で、その他は未開業。これらの地域において、豊後電気鉄道は1915年11月末時点で電灯2万2146灯（需要家数8504戸）、電力362馬力（約266キロワット）を供給していた。

## 発電所一覧
豊後電気鉄道が運転していた発電所は以下の通り。
| 発電所名 | 種別 | 出力 (kW)         | 所在地・河川名                                          | 運転開始   | 備考                                       |
| -------- | ---- | ----------------- | ------------------------------------------------------- | ---------- | ------------------------------------------ |
| 沈堕     | 水力 | 500 →1,000 →1,500 | 大野郡東大野村矢田（現・豊後大野市） （河川名：大野川） | 1909年4月  | 1910年11月・1913年4月増設 1923年以降に廃止 |
| 幸野     | 水力 | 1,600             | 大分郡湯平村下川（現・由布市） （河川名：大分川）       | 1915年12月 | 現・九州電力幸野発電所                     |
| 別府     | 汽力 | 110 →170          | 速見郡別府町本町（現・別府市）                          | 1900年5月  | 1904年8月増設 1920年以降に廃止             |